# Les Mousquetaires de la reine
Les Mousquetaires de la reine byl francouzský němý film z roku 1903. Režisérem byl Georges Méliès (1861–1938). Film byl pravděpodobně natočen podle románu Alexandra Dumase z roku 1844 Tři mušketýři. Ve Spojených státech vyšel pod názvem The Queen's Musketeers a ve Spojeném království jako The Musketeers of the Queen. Film je považován za ztracený.
V roce 1909 vytvořil Georges Méliès podobný snímek Le Mousquetaire de la reine.